# Naturno
Naturno, Naturns en allemand, est une commune italienne d'environ 5 800 habitants située dans la province autonome de Bolzano dans la région du Trentin-Haut-Adige dans le nord-est de l'Italie.

## Administration
| Période                                  | Période | Identité | Étiquette | Qualité |
| ---------------------------------------- | ------- | -------- | --------- | ------- |
|                                          |         |          |           |         |
| Les données manquantes sont à compléter. |         |          |           |         |

### Hameaux
Stava, Tablà

### Communes limitrophes
Les communes limitrophes sont Castelbello-Ciardes, Lana, Parcines, San Pancrazio, Senales, Lagundo, Plaus et Ultimo.

## Personnalités liées
- Bizarro Welt, groupe de punk rock allemand en est originaire ;
- Roland Gruber, barman à Naturno, créateur du cocktail Hugo.

## Galerie de photos

Naturno - Naturns
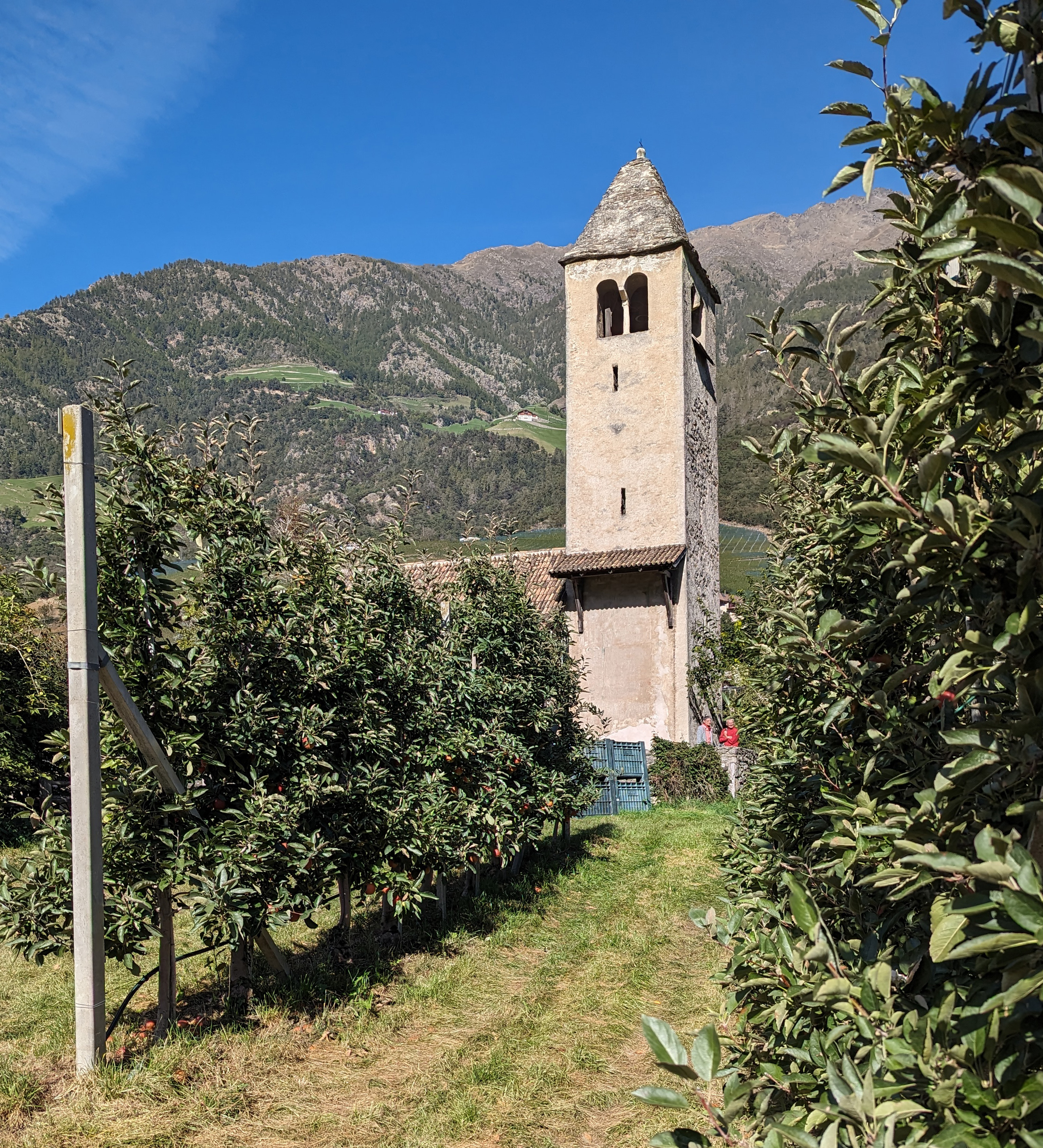
Église Saint-Proculus
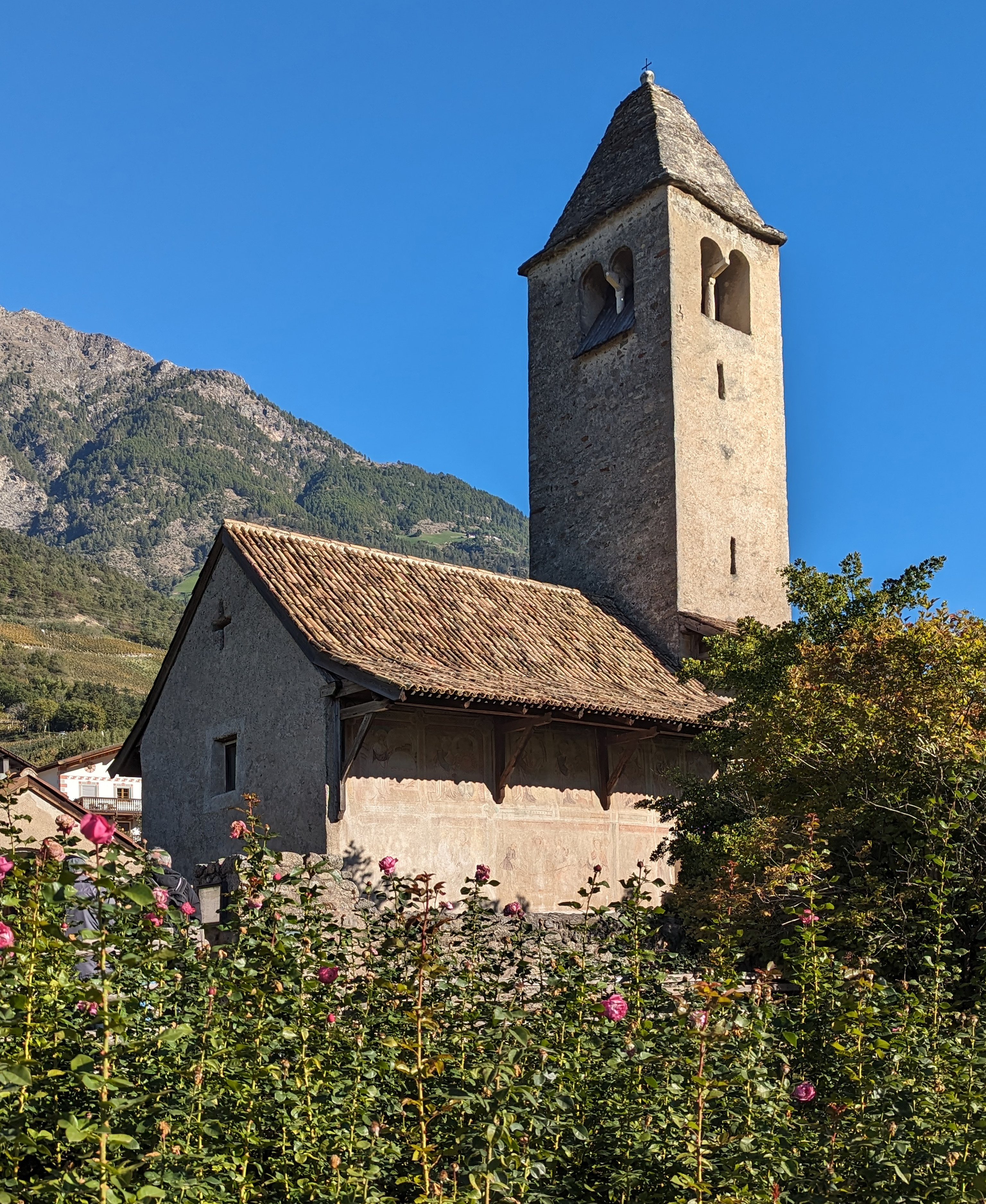
Église Saint-Proculus
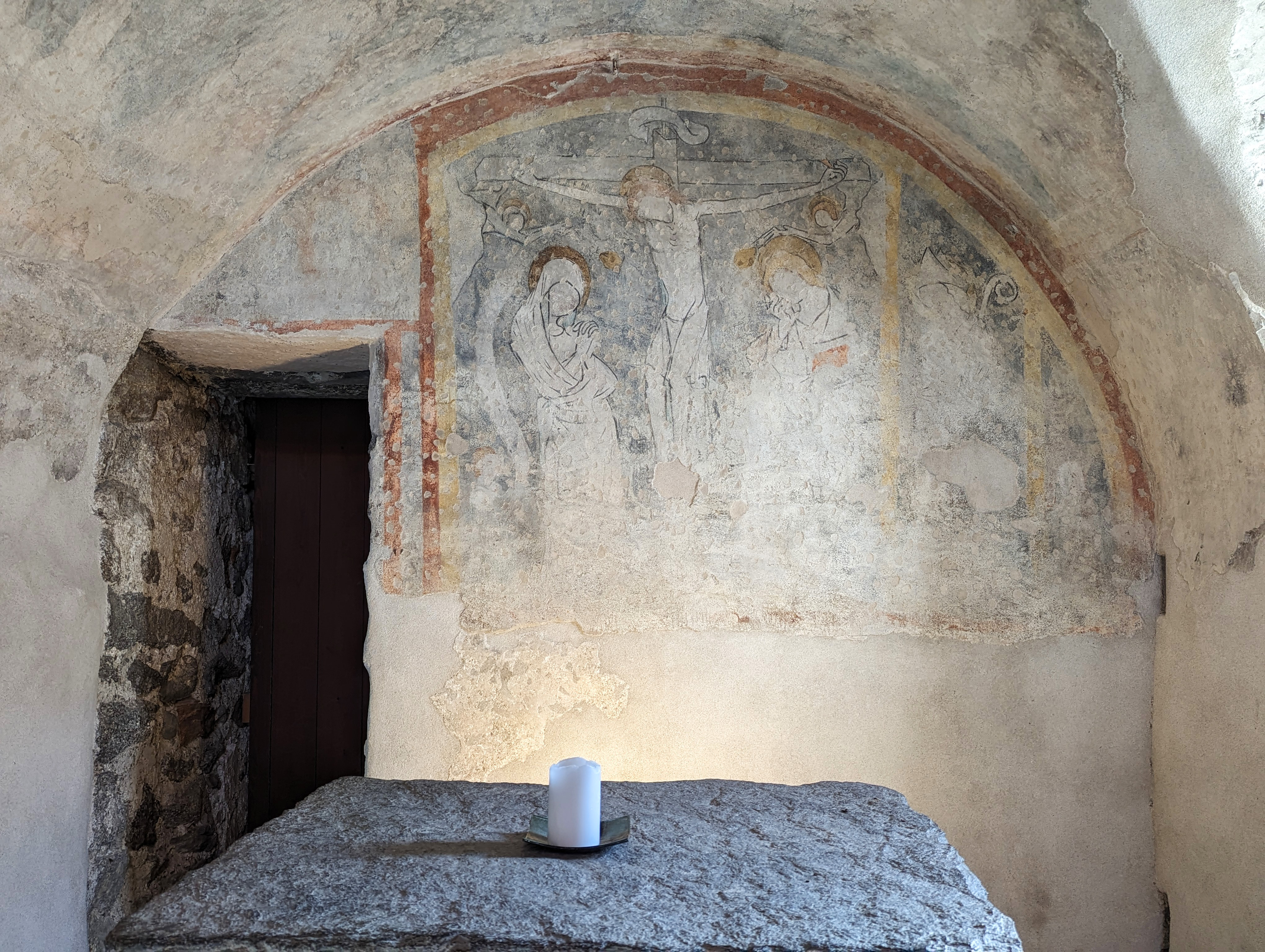
Église Saint-Proculus
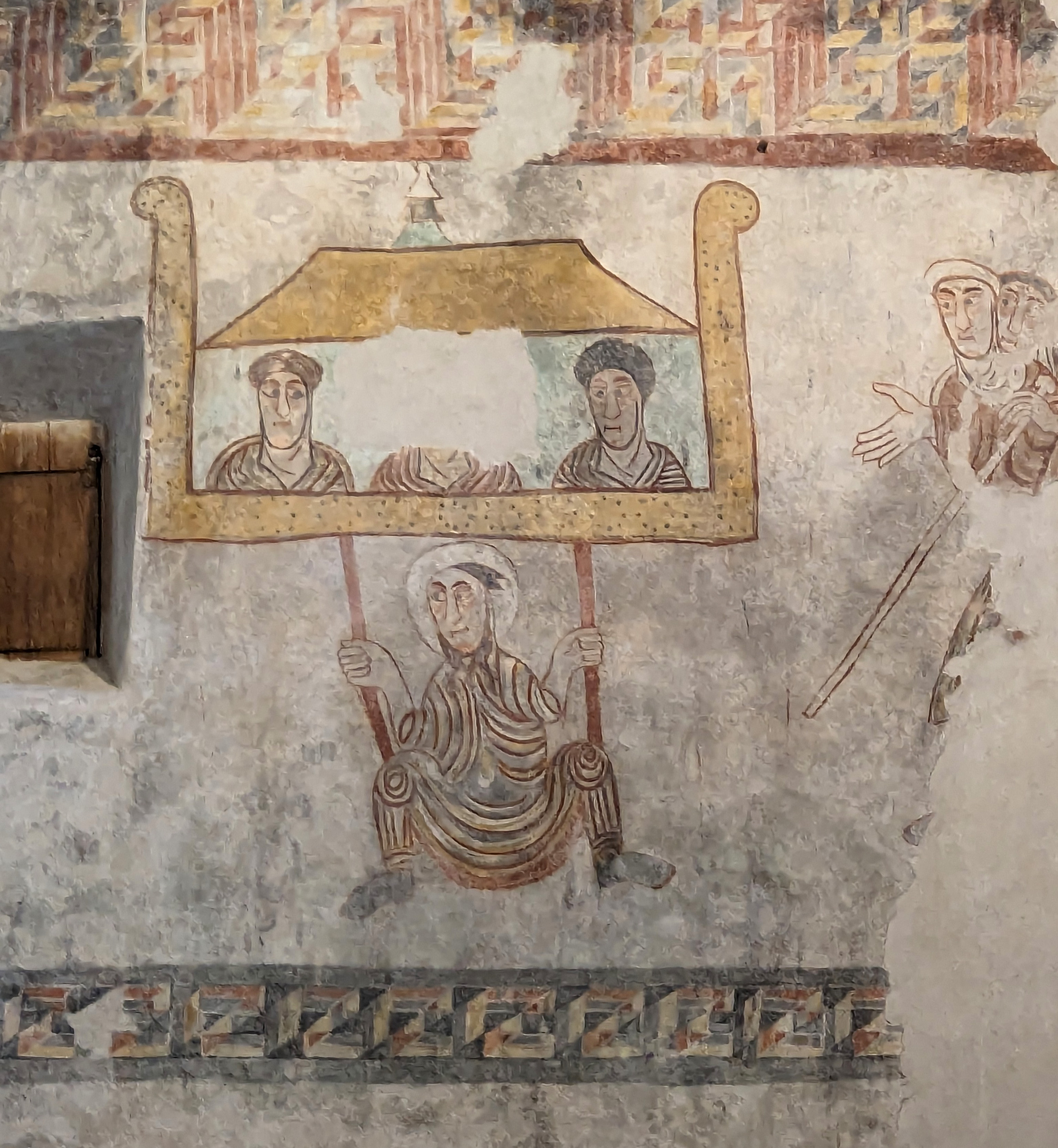
Église Saint-Proculus
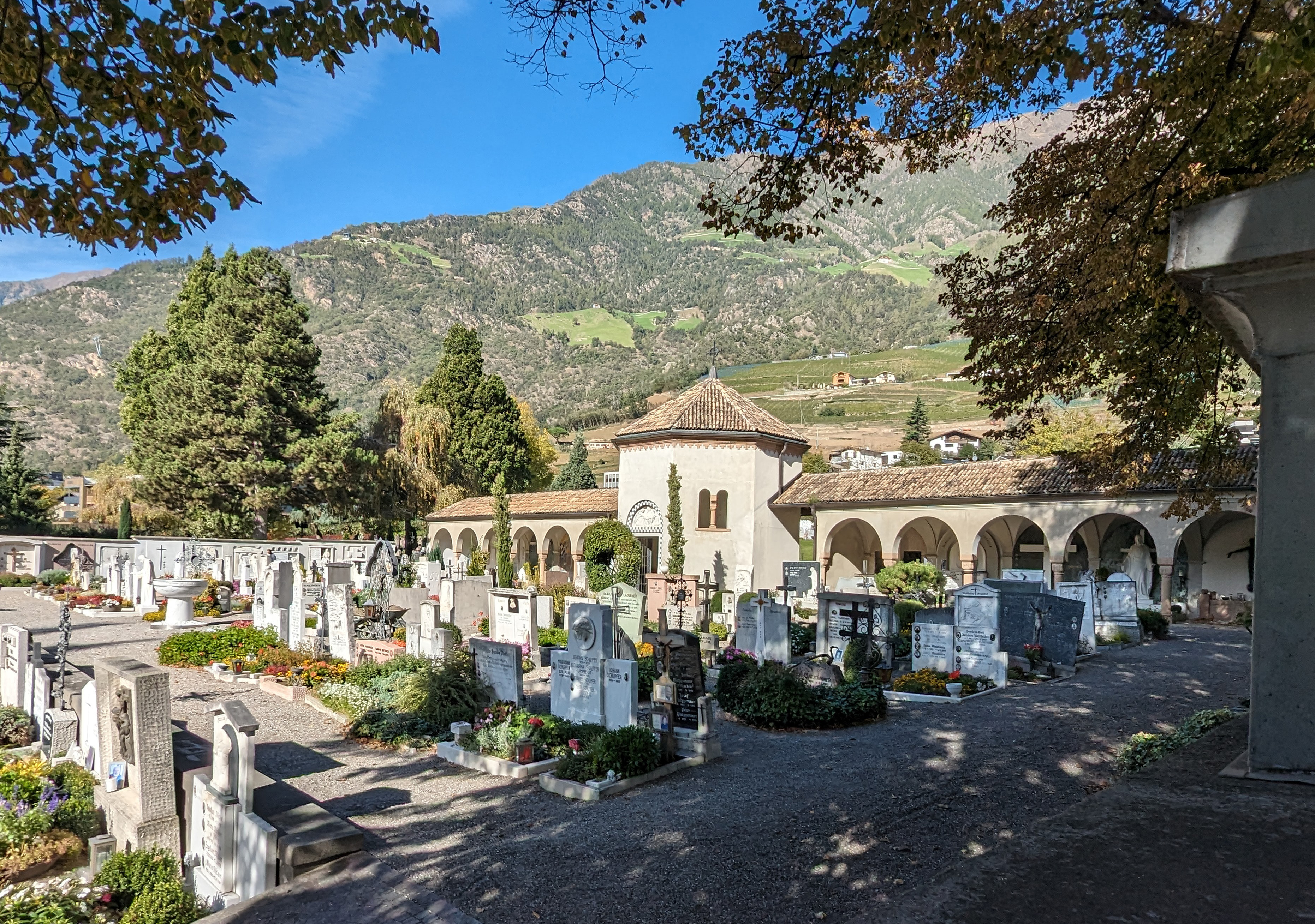
Cimetière
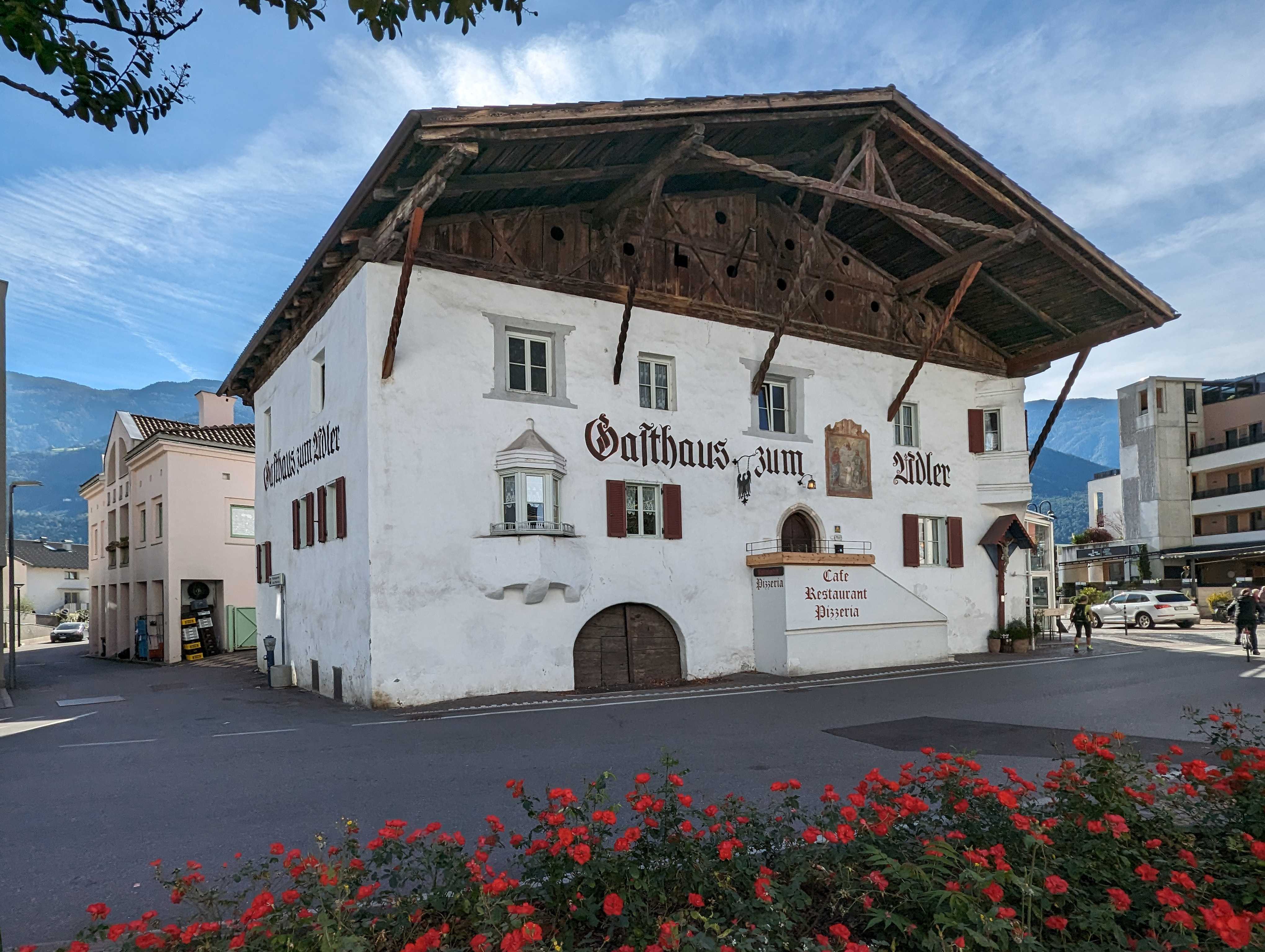
Auberge aigle
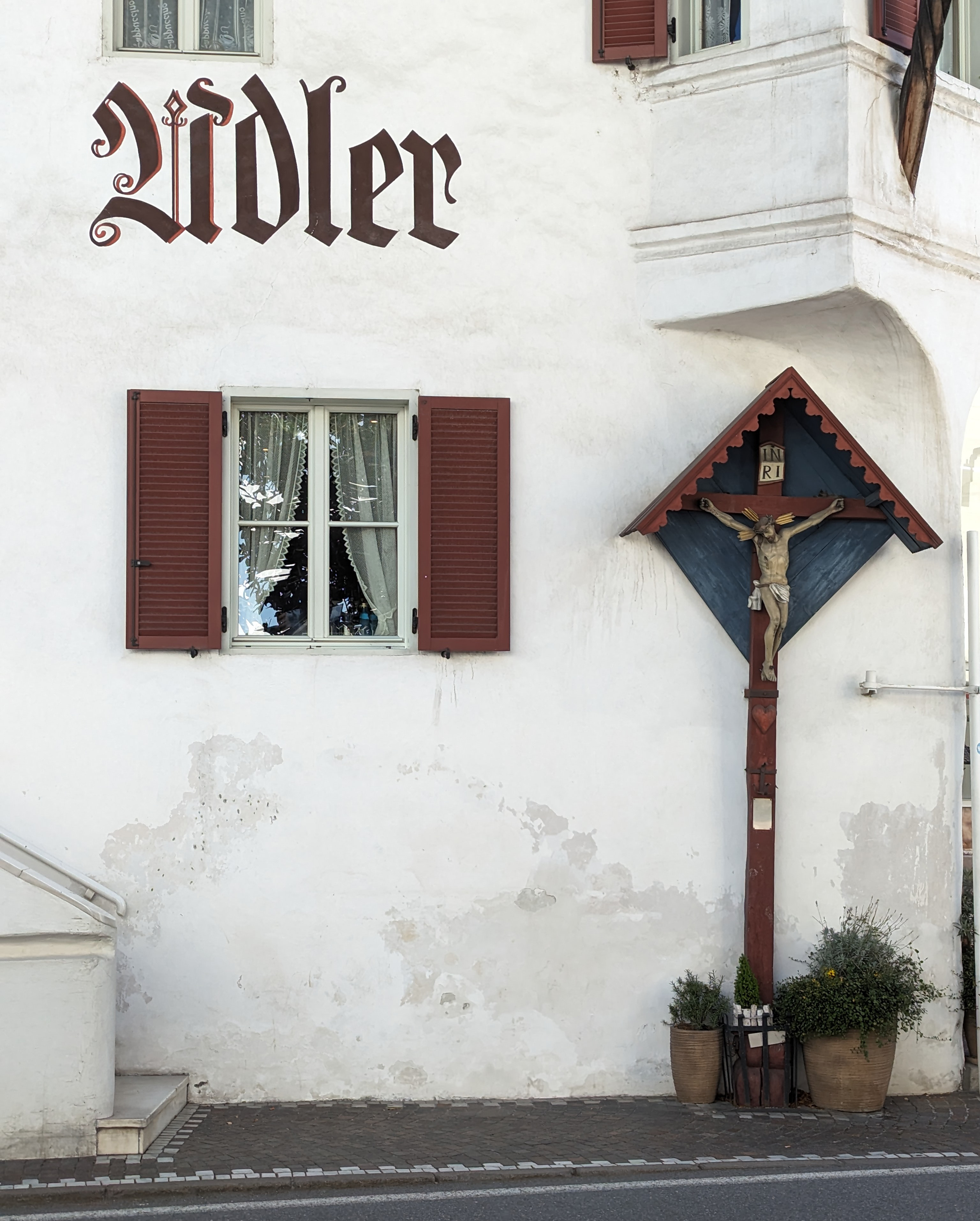
Auberge aigle
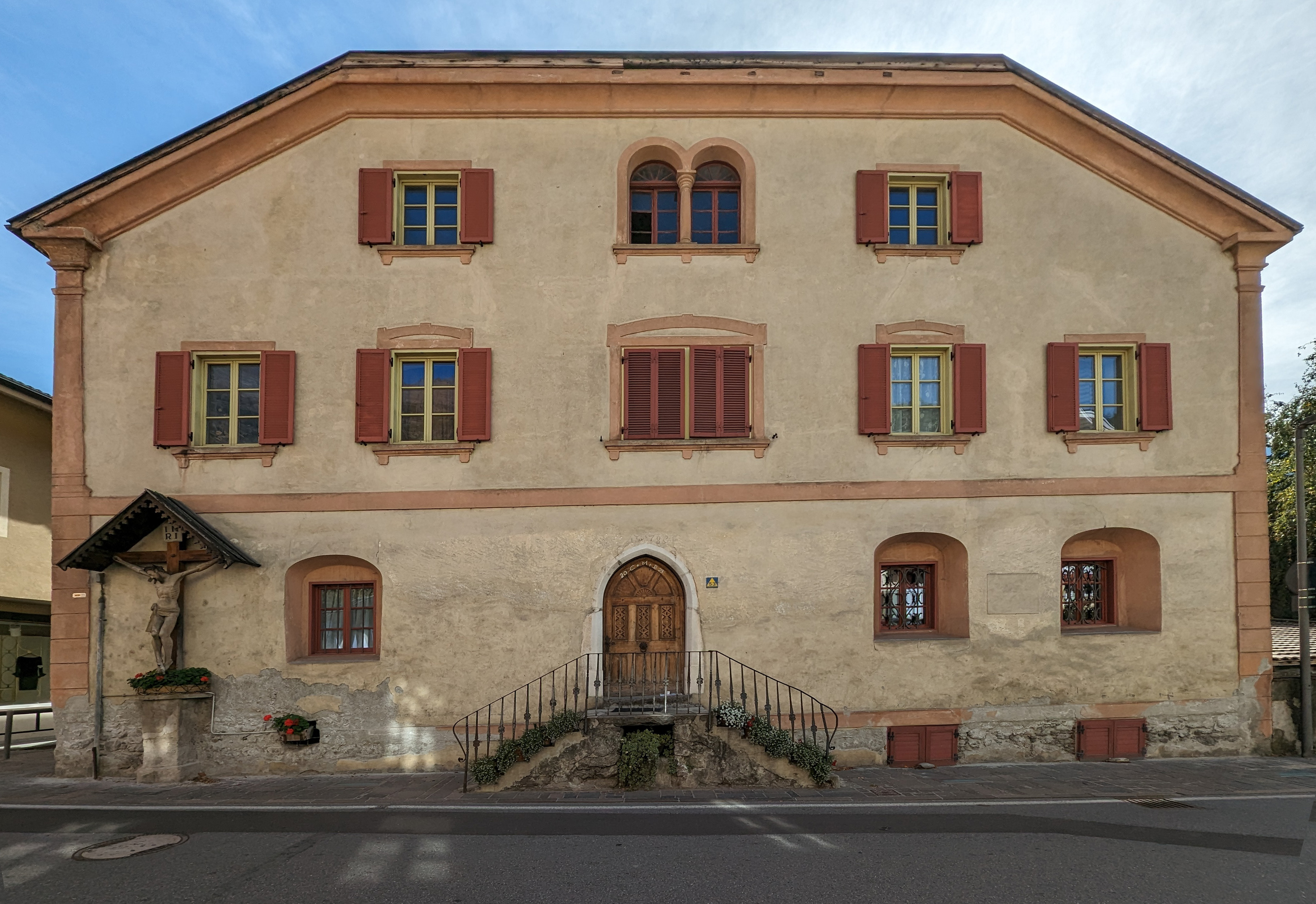
Auberge Dorfmair
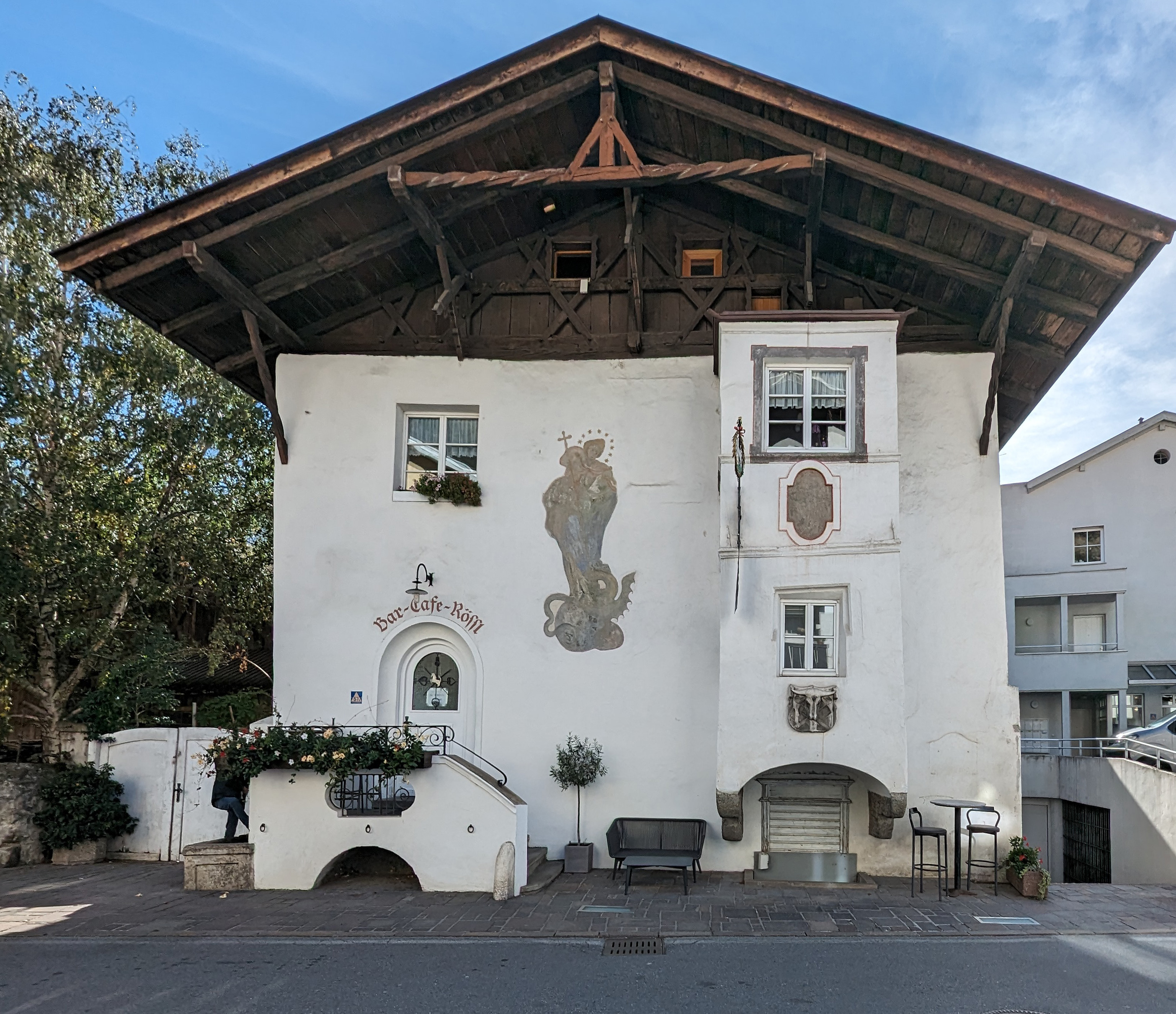
Auberge petit cheval